# Kánikula
Kánikula a Közép-Európában rendszerint május vége és augusztus vége között előforduló, több napon át (időnként több hétig) tartósan magas nappali maximum- és éjszakai minimum-hőmérsékletekkel járó, általában csapadékszegény időszak. A szó latin eredetű, a Nagy Kutya (Canis Maioris) csillagkép (és az egész égbolt) legfényesebb csillaga, a Szíriusz latin nevéből (Canicula, azaz „kiskutya”) származik, mivel a mediterráneumban a nyár beköszönte a Szíriusz felkeltével esik egybe.
Közép-Európában kialakulásában sokszor jelentős szerepet játszanak az észak-afrikai (szaharai) eredetű légtömegek. A hőhullámok gyakoriságát fokozza a klímaváltozás.

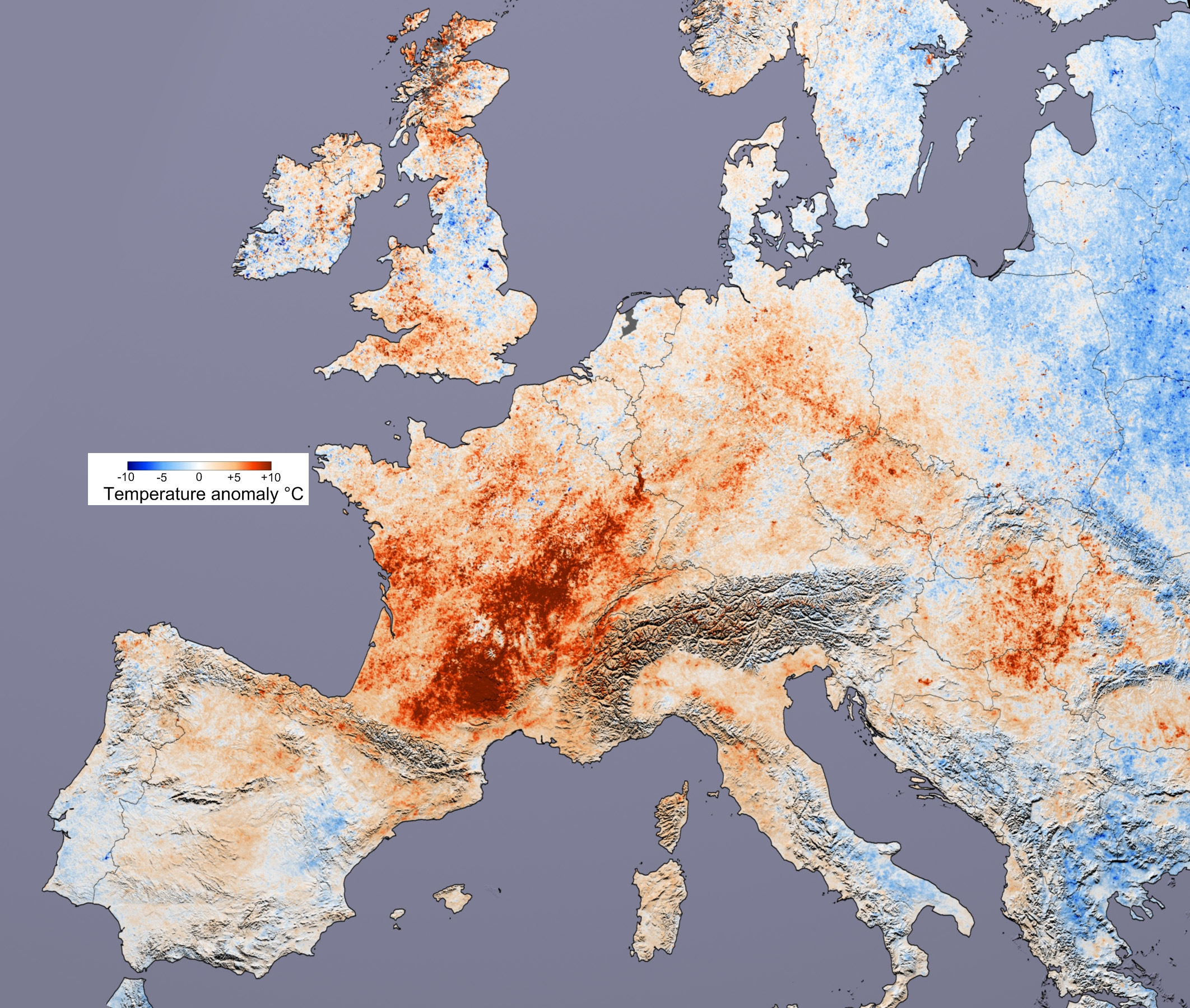
Hőmérséklet-különbségek Európában 2003-ban

Hatása mind egészségügyi, mind gazdasági szempontból jelentős. Különösen az idősek és a gyermekek szervezetére megterhelő, az előbbiek körében esetenként jelentősen megugró halálozási arányt idézhet elő. Gazdasági szerepe az elmúlt évtizedekben, a légkondicionáló berendezések elterjedésével nőtt meg, mivel ezek energiafelhasználása miatt az elektromos hálózatok csúcsterhelése a korábban szokásos téliről a nyári időszakra tevődött át.
A magyar nyelvben a kánikula szó először a 16. században fordul elő: „hő hónap” értelmezéssel. A latin szó más nyelvekbe is bekerült: például az olaszban „canicola”, a franciában „canicule”, a románban „caniculă” az oroszban pedig a „каникулы” szó vakációt jelent. A németeknél a „Hundstage”, az  angoloknál a „dog days” jelenti a kánikulai napokat; ők a latin „dies caniculares” szókapcsolatot fordították le.